# Anastasiya Winkel
Anastasiya Winkel (* 23. Oktober 1993 in Altschewsk, Ukraine als Anastasiya Krasko) ist eine deutsche Seglerin in der Bootsklasse 470er. Bei den 2021 ausgetragenen Olympischen Spielen 2020 in Tokio belegte sie als Vorschoterin den 6. Platz.

## Karriere
Für die Ukraine startend war Anastasiya Krasko gemeinsam mit Anna Kyselova zweifache Junioren-Europameisterin. Von 2016 bis 2019 startete sie mit Fabienne Oster und wurde 2016 bei der Junioren-Welt- und Junioren-Europameisterschaft jeweils Sechste.
Seit 2020 ist Luise Wanser ihre Segelpartnerin und Steuerfrau. Bei der Europameisterschaft 2021 belegten sie den 7. Platz, bei der Weltmeisterschaft im selben Jahr den 9. Platz. Gemeinsam qualifizierten sie sich 2021 für die Olympischen Spiele in Tokio  im 470er. Sie starteten nach zwei Wettfahrten mit dem ersten Platz in den Wettkampf, wurden jedoch wegen einer zu schweren Trapezweste für diese Wettfahrten disqualifiziert. Letzten Endes qualifizierten sie sich als Achte für das Medal Race, an dem die ersten zehn Boote teilnehmen dürfen. In dieser letzten Wettfahrt segelten sie auf den zweiten Platz und beendeten die Regatta auf Gesamtrang sechs. Ohne die zwei Disqualifikationen wäre es Platz zwei und die Silbermedaille gewesen.

## Sonstiges
Winkel ist gebürtige Ukrainerin und emigrierte 2016 nach Deutschland. Sie hat einen Bachelorabschluss in Sport und Englisch. Winkel ist mit dem Segelsportler Malte Winkel verheiratet, den sie bei der Junioren-Europameisterschaft 2014 kennen gelernt hatte. Ihre Schwägerin, Birte Winkel, ist ebenfalls professionelle Seglerin.